# Number One
Number One släpptes 2008 och är den svenska popgruppen Popkidz debutalbum. Albumet innehåller coverversioner av svenska hitlåtar från 2000-talets första decennium samt covers på Anna Books "ABC" från den svenska 1986 och Lena Philipssons "Dansa i neon" från 1987.

## Låtlista
1. Om bara du (If Only You)
2. Cara Mia
3. Dansa i neon
4. Efter kärleken (I Remember Love)
5. Min Nummer 1 (My Number One)
6. Det gör ont
7. Att älska dig
8. Vi ska ge allt (Live Forever)
9. Evighet
10. ABC
11. Värsta schlagern

## Listplaceringar
| Lista (2008) | Topplacering |
| ------------ | ------------ |
| Sverige      | 3            |

### Fotnoter
1. ↑  ”Number One”. Hitparad. 26 februari 2008. http://hitparad.se/showitem.asp?interpret=Popkidz&titel=Number+One&cat=a. Läst 4 augusti 2012.